# Hestens evolution
Hestens evolution foregik over en periode på 50 millioner år, hvor den lille skovboende Eohippus på størrelse med en hund udviklede sig til den moderne hest. Palæontologer har været i stand til at stykke et mere komplet billede sammen af den evolutionære udvikling for den moderne hest end for noget andet dyr.
Hesten hører til ordnen uparrettåede hovdyr, hvis medlemmer alle har hove, et ulige antal tæer, en meget bevægelig overlæbe samt tænder, der minder om hinanden. Det vil sige, at heste deler fælles stamform med tapirer og næsehorn. Uparrettåede hovdyr opstod i slutningen af Paleocæn, mindre end 10 millioner år efter den masseuddøen, der kaldes Kridt-Palæogen og som bl.a. udslettede dinosaurerne. Disse hovdyr synes oprindeligt at have været tilpasset livet i de tropiske skove. Mens tapirer og til en vis grad også næsehorn bevarede denne specialisering, er den moderne hest nu tilpasset et liv på tør grund i det meget barskere klima, der hesker på stepperne. Andre arter af hesteslægten er i forskellig grad tilpasset levevilkår, der ligger imellem disse to yderpunkter.
De tidlige forfædre til den moderne hest gik på flere tæer, der var spredt ud fra hinanden, hvilket var en tilpasning til de fugtige urskove med blødt underlag. Efterhånden som hestenes føde ændrede sig fra løv til græs, førte dette til større og mere holdbare tænder. Da stepperne begyndte at brede sig, blev det nødvendigt for hestens forfædre at være i stand til at kunne løbe fra rovdyr. Dette blev opnået gennem forlængelse af lemmerne og "løftning" af nogle af tæerne på en sådan måde, at kropsvægten efterhånden blev placeret på den længste tå, den tredje.

## Forskningens historie
Vilde heste har været kendt i Asien og Europa siden forhistorisk tid og tamheste har haft en endnu bredere udbredelse i den Gamle Verden, men ingen heste af nogen art blev fundet i den Nye Verden, da de europæiske opdagelsesrejsende nåede Amerika. Spanierne bragte heste hertil fra Europa fra 1493. Undslupne heste etablerede hurtigt store vildtlevende flokke. I 1807 fandt en ekspedition til Big Bone Lick i Kentucky ledet af William Clark (1770-1838) nogle "ben- og fodknogler fra heste", som blev sendt til Thomas Jefferson, for at indgå i hans samling af fossiler, men tilsyneladende forstod ingen på dette tidspunkt betydningen af disse fund.
De første hestelignende fossiler fra den gamle verden blev i 1820'erne fundet i et gipsbrud i Montmartre, Paris. Tanden blev sendt til Georges Cuvier, der mente at den stammede fra et hestelignende dyr beslægtet med tapiren. Hans skitse af hele dyret stemte godt overens med senere skeletter fundet på stedet.
Under ekspeditionen med HMS Beagle havde den unge Charles Darwin bemærkelsesværdig succes med sin jagt på fossiler i Patagonien i Sydamerika. Den 10. oktober 1833 i byen Santa Fe i Argentina blev han "fyldt med forundring", da han fandt en hestetand i samme lag som fossilerne af gigantiske bæltedyr, og spekulerede på om den måske var blevet vasket ned fra et senere lag, men konkluderede at dette var "meget lidt sandsynligt". Da ekspeditionen returnerede i 1836, bekræftede den engelske palæonlolog Richard Owen (1804-1892), at tanden stammede fra en uddød art, som han efterfølgende navngav Equus curvidens, og bemærkede: "Dette vidnesbyrd om eksistensen af en slægt, der for så vidt angår Sydamerika har været uddød, men nu igen er blevet indført, er ikke en af de mindst interessante resultater af Mr. Darwins palæontologiske fund."
I 1848 undersøgte den kendte amerikanske palæontolog Joseph Leidy (1823 –1891) systematisk hestefossiler fra den pleistocæne periode fra forskellige fossilsamlinger (bl.a. fra samlingen hos Academy of Natural Sciences i Philadelphia) i Nordamerika. Han fandt, at der havde eksisteret mindst to fortidige hestearter i Nordamerika, Equus curvidens og Equus americanus. Et årti senere fandt han dog, at det sidstnævnte navn allerede var givet til et andet nordamerikansk fossil og omdøbte derfor arten til Equus complicatus.
Rækken af arter, der mentes at have udviklet sig til nutidens heste, var baseret på fossiler fundet i Nordamerika i 1870'erne af palæontologen Othniel Charles Marsh (1831-1899). Denne række, fra Eohippus til den moderne hest (Equus), blev gjort almindeligt kendt af Thomas Huxley og blev en af de mest kendte eksempler på en tydelig, gradvis, evolutionær udvikling. Hestens evolutionære afstamning blev en fast del af lærebøger i biologi, og de fossile overgangsformer blev samlet af American Museum of Natural History i en udstilling, der understregede den gradvise evolution af hesten i lige linje fra fortid til nutid.
Senere har man erkendt, efterhånden som antallet af fundne fossiler er øget, at den faktiske evolutionære udvikling fra Eohippus til Equus var meget mere kompleks og mangegrenet end oprindeligt antaget. Den lige og direkte udvikling er blevet erstattet af en mere detaljeret model med talrige grene i forskellige retninger, hvoraf den moderne hest kun er en af mange. Den amerikanske palæontolog George Gaylord Simpson (1902-1984) var den første, der i 1951 erkendte, at den moderne hest ikke havde været "målet" for den evolutionære udvikling, men blot den eneste slægt som overlevede.
Fossiler har givet detaljerede informationer om fordelingen og hastigheden hvormed nye arter dannedes og har også afsløret, at udviklingen fra art til art ikke var så flydende og ensartet som man engang troede. Selv om nogle overgange, såsom den fra Dinohippus til Equus, faktisk skete gradvist, var flere andre, såsom den fra Epihippus til Mesohippus, relativt brat ud fra en geologisk tidsskala og fandt sted i løbet af kun et par millioner år. Både anagenese og kladogenese fandt sted, og mange arter sameksisterede med deres "forfædre" på forskellige tidspunkter. Ændringen af dyrenes træk skete heller ikke altid i en "lige linje" fra Eohippus til Equus: nogle træk forsvandt igen på forskellige tidspunkter i udviklingen af nye arter, såsom tilstedeværelsen af kraniegruber, og kun i bakspejlet kan evolutionære tendenser erkendes.